# Rothschild & Co
Rothschild & Co (previamente Paris Orléans) es un banco de inversión multinacional francés y británico y una empresa de servicios financieros que cotiza en Euronext París y está controlada por la rama francesa e inglesa de la familia Rothschild. Rothschild & Co es el buque insignia del Grupo bancario Rothschild y controla las actividades bancarias del Grupo Rothschild, entre las que destacan N M Rothschild & Sons y Rothschild & Cie.
La actividad bancaria del Grupo Rothschild abarca las áreas de banca de inversión, banca comercial, capital riesgo, gestión de activos, banca privada, etc. Además, Rothschild & Co tiene su propia cuenta de inversión en capital inversión.
Originalmente era una compañía francesa de ferrocarriles, la Compañía del Ferrocarril de París a Orleans. En septiembre de 2015, Paris Orléans cambió su nombre por el de Rothschild & Co.
La utilización de nombres como "Rothschild & Co", "Rothschild & Cie" y "Grupo Rothschild" es cuestionada por el Grupo Edmond de Rothschild, fundado por otra rama de la familia Rothschild, que sostiene que "ninguna entidad tiene derecho a reivindicar en exclusiva el nombre Rothschild".